# Ctenomys nattereri
Ctenomys nattereri – endemiczny gatunek gryzonia z rodziny tukotukowatych (Ctenomyidae). Występuje w południowo-zachodniej Brazylii w stanach Rondônia i Mato Grosso oraz w Boliwii w departamencie Santa Cruz. Jest gatunkiem monotypowym.

## Systematyka
Autorzy wydanej w 2016 roku publikacji „Handbook of the Mammals of the World” wyjaśniają, że na podstawie analizy mitochondrialnego DNA C. nattereri winien być traktowany jako odrębny gatunek. Zwracają uwagę, że należy do grupy taksonów z grupy C. boliviensis. C. nattereri bywał traktowany jako podgatunek tukotuko boliwijskiego – Ctenomys boliviensis nattereri Wagner, 1848 – lub jako synonim tukotuko boliwijskiego.

## Budowa ciała
Ctenomys nattereri, podobnie jak inne gatunki tukotuko, charakteryzuje mocna budowa ciała, małe oczy (ale jak na zwierzęta podziemne stosunkowo duże) ulokowane w górnej części czaszki. Tułów ma kształt cylindryczny. Uszy są małe. Ogon gruby i stosunkowo krótki. Łapy, wyposażone w mocne pazury, są przystosowane do kopania tuneli. Długie siekacze i mocne pazury stanowią dla wszystkich tukotuko podstawę adaptacyjną do życia pod ziemią. Są niezbędne do drążenia tuneli. Ctenomys używają do prac ziemnych siekaczy. Drążą z zamkniętymi pyszczkami. W zakresie kształtu czaszki u tukotuko występuje duża zmienność międzygatunkowa.
Ctenomys nattereri jest gryzoniem o średniej wielkości. Jego futro jest gęste, delikatne i miękkie. W części grzbietowej wybarwiony jest na kolor ochrowopomarańczowy, górna powierzchnia głowy i kufy są czarnobrązowe, w środkowej części grzbietu biegnie pas czarnych włosów. Część brzuszna jest wybarwiona na odcienie brązu: szarobrązowy do jasnobrązowego, a w pachwinach sierść jest jasna lub biała. Siekacze wybarwione na pomarańczowo.
|                                  | średni wymiar |
| -------------------------------- | ------------- |
| długość ciała z głową i ogonem   | 245 mm        |
| długość ogona                    | 71 mm         |
| długość ucha                     | 11 mm         |
| długość tylnej łapy (z pazurami) | 54 mm         |

## Kariotyp
Garnitur chromosomowy tego zwierzęcia tworzy 18 par (2n=36) chromosomów (FN=64).

## Tryb życia
C. nattereri, jak wszystkie tukotuko, wiodą podziemny tryb życia. Pod ziemią żyją, rozmnażają się, jedzą i tam umierają. Jak zdecydowana większość tukotuko wiedzie samotniczy tryb życia. Jeden system tuneli należy do jednego zwierzęcia. Młode tukotuko osiągają dojrzałość płciową po około 6–8 miesiącach życia. Ciąża trwa około 100 dni.

## Rozmieszczenie geograficzne
Występuje w południowo-zachodniej Brazylii w stanach Rondônia i Mato Grosso oraz w Boliwii w departamencie Santa Cruz.

## Ekologia
Ctenomys nattereri podobnie jak pozostałe gatunki z rodzaju Ctenomys są roślinożercami. Tukotuko żywią się trawami i ziołami oraz ich nasionami. Najchętniej zbierają rośliny w bezpośrednim sąsiedztwie wylotu nory. Zdobyte pożywienie zjadają na miejscu lub wciągają do nory. Takie zachowanie pozwala na minimalizowanie ryzyka padnięcia ofiarą drapieżników.  
Zwierzęta z rodzaju Ctenomys wchodzą w skład diety pójdźki ziemnej, uszatki błotnej, grizona mniejszego, majkonga krabożernego, żararaka urutu i myszołowca towarzyskiego. Tukotuko są traktowane jako szkodniki upraw. Chętnie zjadają uprawiany przez lokalną ludność maniok jadalny.

### Siedlisko
Poszczególne gatunki tukotuko zasiedlają izolowane, stosunkowo niewielkie obszary. Zwierzęta budują tunele na głębokości 31–44 cm. Tunel ma szerokość od 5,5 cm do 9,3 przy wysokości 6 do 11 cm. Korytarz osiąga długość do 5 m. Wyjścia z nory są zwykle zamknięte. Komora gniazdowa jest lokowana na końcu korytarza. 

## Komunikacja
Nazwa zwierząt tuko-tuko jest onomatopeją odwzorowującą ich głos. Samce dwukrotnie częściej używają dźwięku w komunikacji niż samice. 